# Affaire des Conventions sur le travail
 (septembre 2014).
L'Affaire des Conventions sur le travail est un arrêt du Comité judiciaire du Conseil privé de Londres de 1937 traitant du partage des pouvoirs en matière de traités internationaux au Canada.

## Décision
« Il ne faut pas croire que cette décision signifie que le Canada n'a pas le pouvoir de légiférer en exécution de traités. Le Canada, en ce qui a trait aux pouvoirs législatifs, possède tous ceux qui sont nécessaires à l'exécution des traités, en mettant ensemble ceux du Dominion et des provinces. Mais les pouvoirs législatifs restent séparés et si, dans l'exercice des attributions découlant de son nouveau statut international, le Dominion contracte des obligations, ces dernières doivent, quand il s'agit de lois concernant les catégories de sujets relevant des provinces, être remplies par l'ensemble des pouvoirs, c'est-à-dire au moyen d'une coopération entre le Dominion et les provinces. Bien que le navire de l'État vogue maintenant vers des horizons plus vastes et sur des mers étrangères, il conserve encore des compartiments étanches, parties essentielles de sa structure première. La Cour suprême s'étant divisée également, le jugement formel ne pouvait qu'exposer les opinions des trois juges de chaque côté. Suivant l'opinion de leurs Seigneuries, il faut répondre aux trois questions que la loi, dans chaque cas, est ultra vires des pouvoirs du Parlement du Canada; elles conseilleront humblement Sa Majesté en conséquence. »

## Distinction entre ratification et mise en œuvre des traités
En droit canadien, cet arrêt historique concrétise la distinction juridique entre la ratification et la mise en œuvre des traités. Tandis que le gouvernement fédéral a une compétence exclusive en matière de jus tractatus (pouvoir de ratification des traités en vertu des règles de la Convention de Vienne de 1969), la mise en œuvre des traités est une compétence constitutionnelle partagée avec les provinces. Par exemple, en 2003, le gouvernement québécois a tenu une consultation générale sur la mise en œuvre du Protocole du Kyoto et il avait le droit de le faire en vertu du partage des compétences en matière de mise en œuvre des traités.